# Igor Golban
Igor Valeryevich Golban (tiếng Nga: Игорь Валерьевич Голбан; sinh ngày 31 tháng 7 năm 1990) là một cầu thủ bóng đá người Uzbekistan gốc Nga hiện tại thi đấu cho Navbahor Namangan ở Giải bóng đá vô địch quốc gia Uzbekistan.

## Sự nghiệp
Vào tháng 2 năm 2015 anh ký một bản hợp đồng với Kokand 1912.

## Danh hiệu

### Câu lạc bộ
Sigma Olomouc
- Czech Republic Supercup: 2012